# アントン・ファイシュタウアー
アントン・ファイシュタウアー（Anton Faistauer、1887年2月14日 - 1930年2月13日）はオーストリアの表現主義の画家である。

## 略歴
オーストリア、ザルツブルク州ツェル・アム・ゼー郡のザンクト・マルティン・バイ・ローファーの農家に生まれた。はじめ牧師を目指すが、ボルツァーノの高校で後に画家、作家になるギュータースロー(Albert Paris Gütersloh:1887-1970)と知り合い画家を目指すことになった。1904年から1906年の間、ウィーンでロベルト・シェファー(Robert Scheffer)が経営する私立の美術学校で学んだ後、ウィーン美術アカデミーに入学し、アロイス・デルークやクリスティアン・グリーペンケールに学ぶが、1909年にはアカデミーの保守的な教育に抗議して、アントン・コーリクやエゴン・シーレといった画家たちとともに美術アカデミーを退学し、美術家グループ「Neukunstgruppe（新芸術グループ）」の創立メンバーになった。
1909年から1912年の間、スイス南部のティチーノや北イタリア、ベルリンを旅し、多くの展覧会に参加した。1915年に第一次世界大戦が始まったので故郷に戻り、オーストリア軍に入隊しなければならなかった。1916年から1918年まで歩兵連隊に配属されたが、戦闘に参加することはなく軍事博物館で、戦争美術の展覧会の準備をすることになった。
戦争が終わった後は、ザルツブルクに住み、Felix Albrecht Hartaらと美術家グループ「Der Wassermann」を結成した。1926年には美術アカデミーで教授職を就くことを求められたが、辞退した 。1927年にウィーンに戻るが、イタリアなどの旅行を続けた。3年後に、胃潰瘍で出血を起こし、手術後に亡くなった。43歳になる前であった。

## 作品

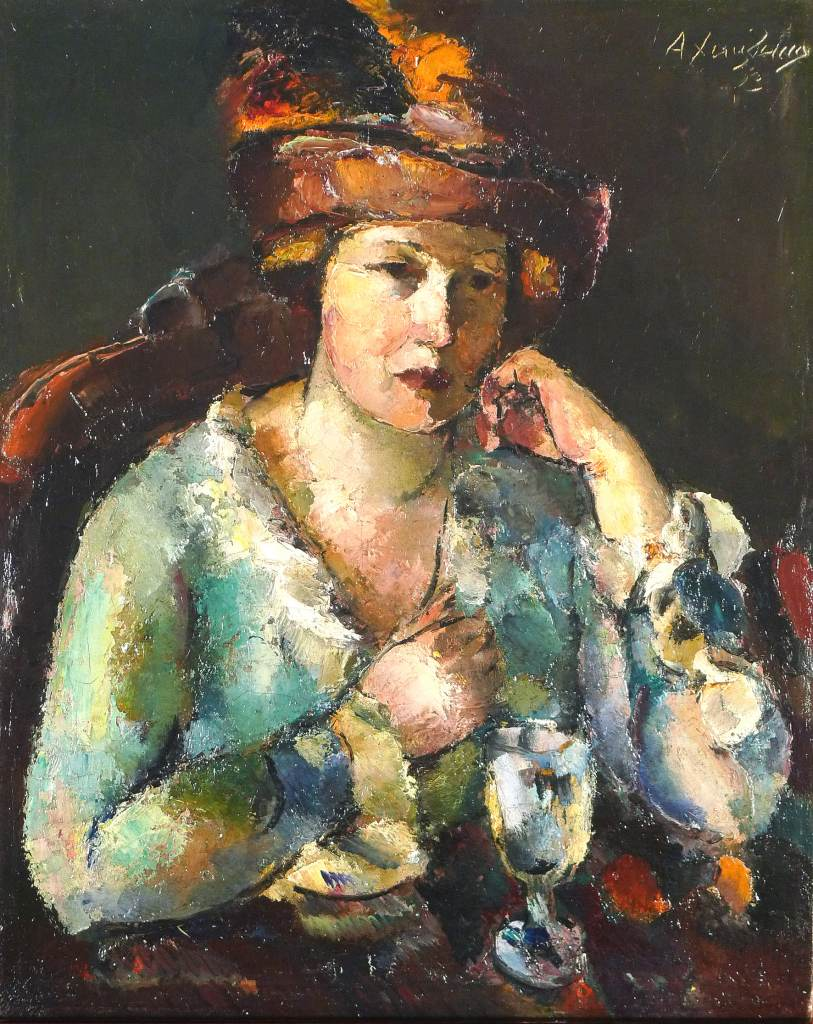
ワイングラスを持った女性(1913)
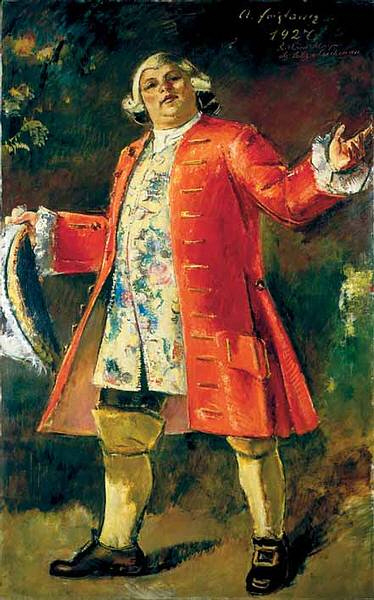
Richard Mayr-オペラ歌手
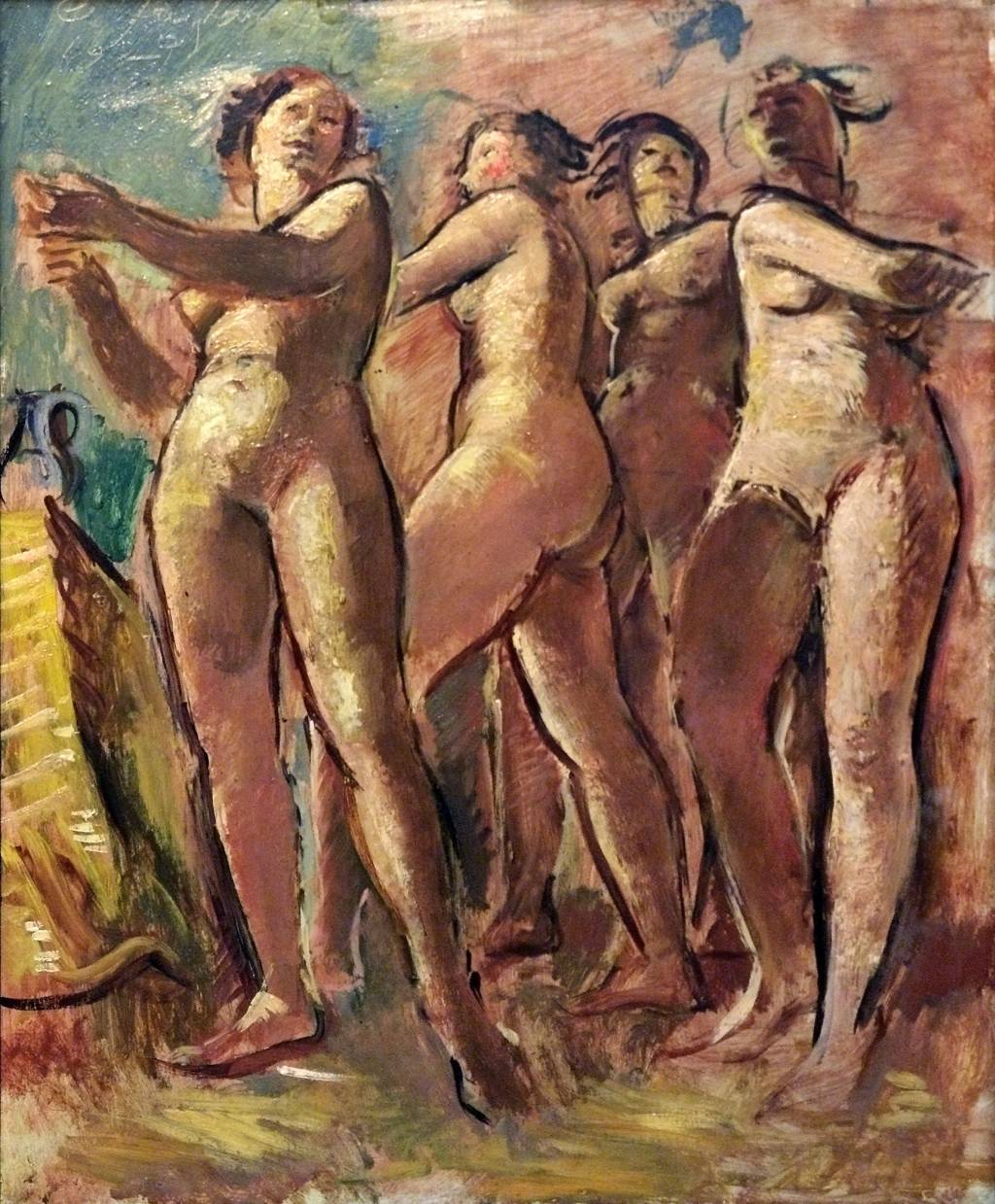
3人の女性とディアーナ
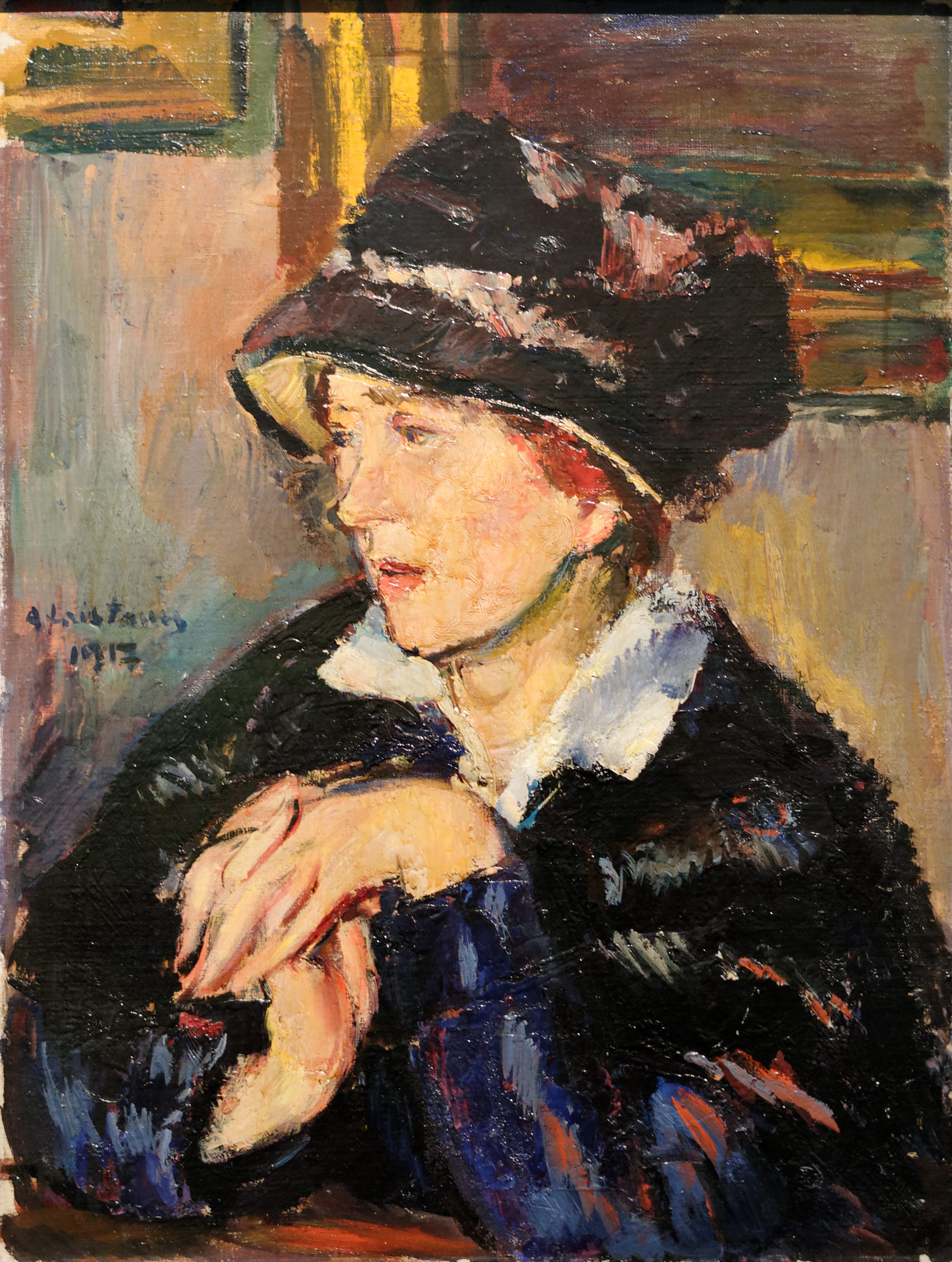
黒い帽子の女性

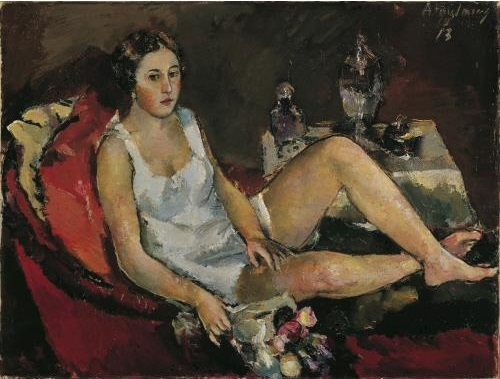
赤いソファーの女性
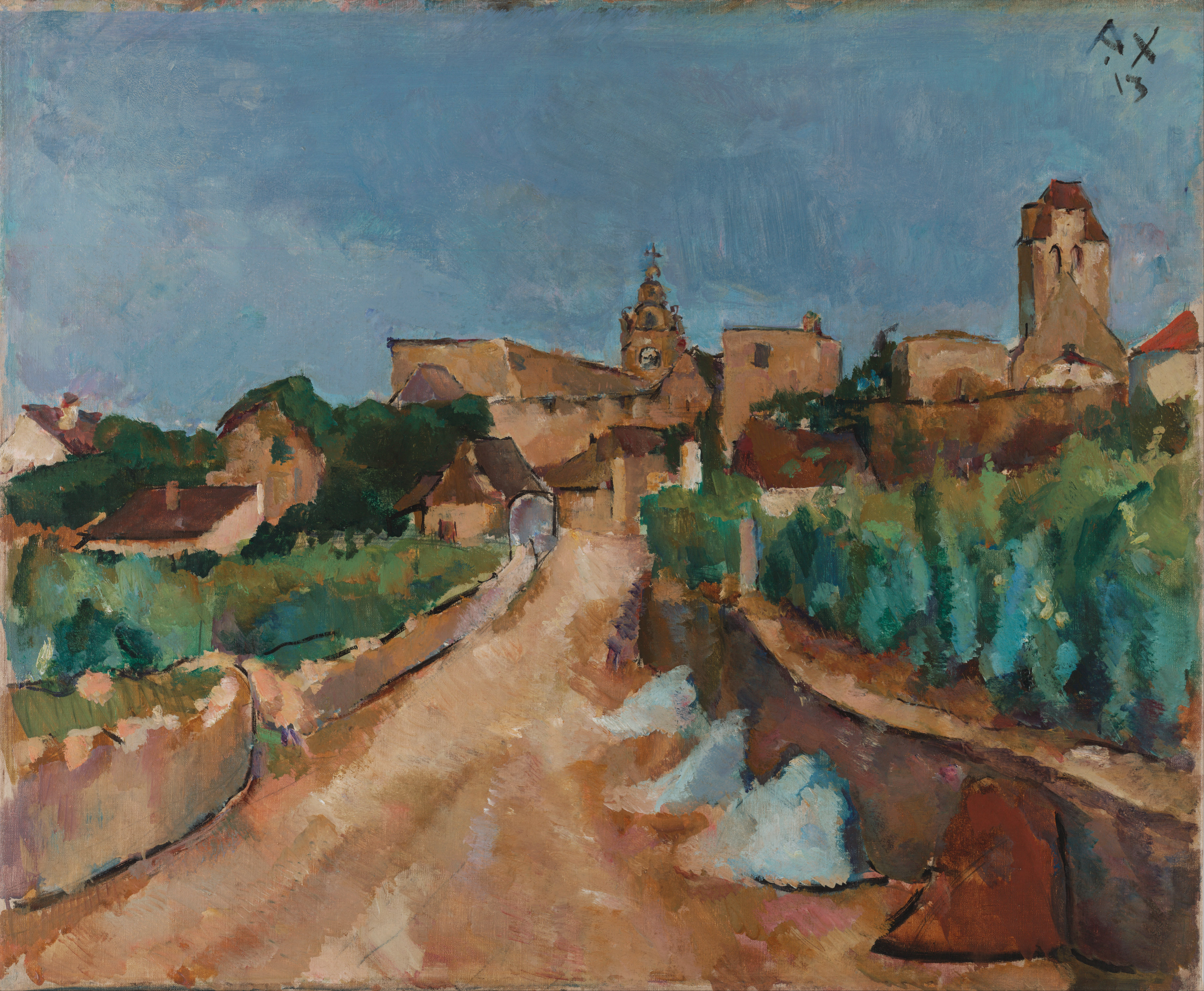
風景画
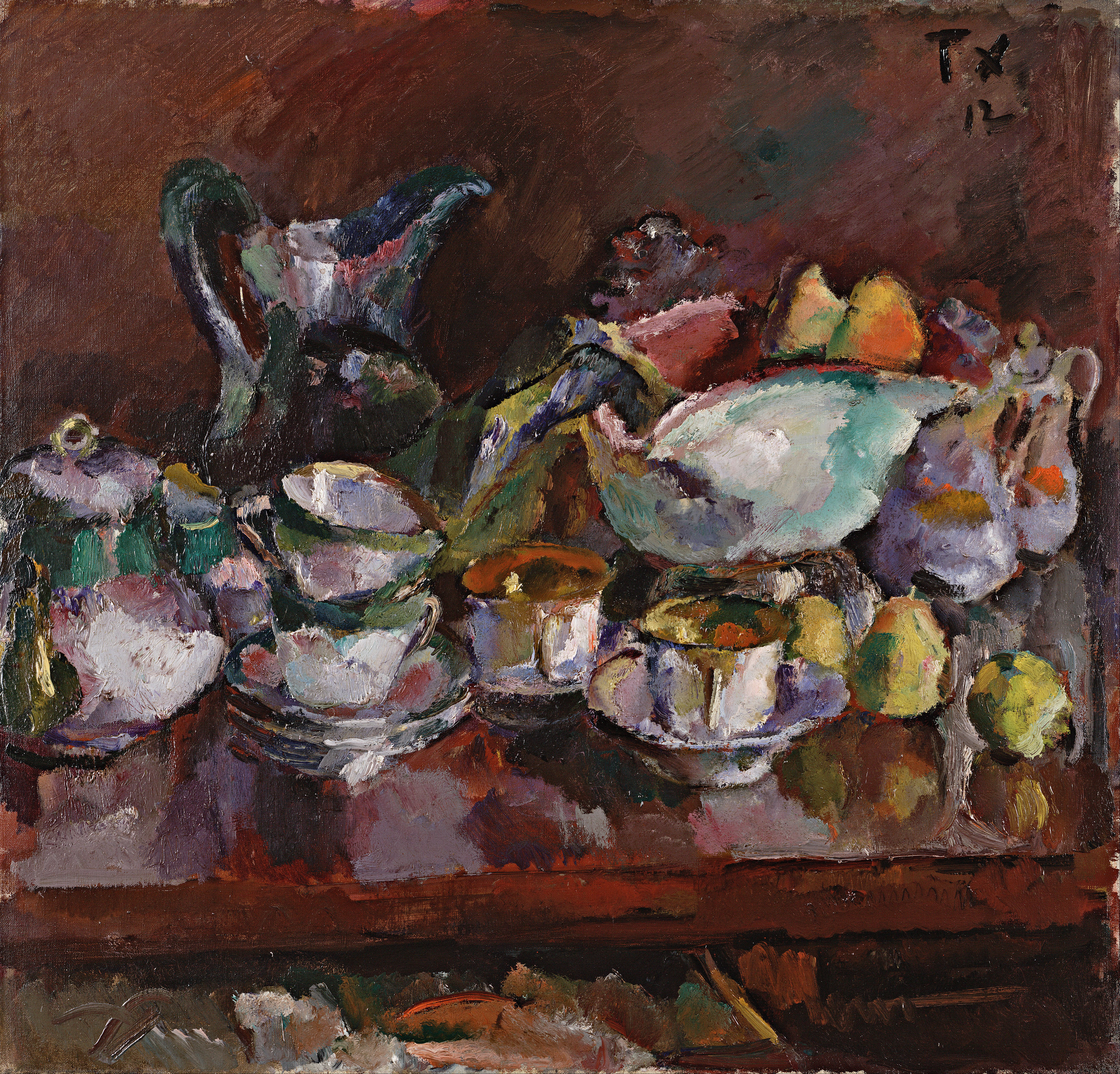
コーヒーカップのある静物画